# John Sundkvist
John Fredrik Sundkvist, född 20 februari 1951 i Stockholm,  är en svensk konstskribent och målare.
John Sundkvist har sedan början av 1990-talet medverkat i Svenska Dagbladet med artiklar och essäer om konst.
| ”                | Ofta försöker jag numera tänka kring måleriet utifrån föremål och situationer som ytligt sett har mycket lite med måleri att göra. Kanske för att kunna närma mig det som är konstitutivt för måleriet – färgen, ytan, det föreställande och dess frånvaro – från ett annat, mindre belastat håll. Men också för att komma bort från en syn på konstverkets tillägnelse och verkan som styrs av redan genomtröskade scheman. Det är också lättare att från sidan utforska föreställningen om det estetiska som en möjlig kunskapsform. | „ |
| – John Sundkvist | |   |